# Fashion of His Love
"Fashion of His Love" là một bài hát của nữ nghệ sĩ thu âm người Mỹ Lady Gaga trích từ album thứ hai của cô ấy, Born This Way (2011).

## Danh sách track
Phiên bản album
- "Fashion of His Love" – 3:39

Bản đặc biệt
- "Fashion of His Love" (Fernando Garibay Remix) - 3:45

## Bảng xếp hạng
| Bảng xếp hạng (2011)                       | Vị trí cao nhất |
| ------------------------------------------ | --------------- |
| UK Singles Chart (Official Charts Company) | 140             |